# Husets vin
Husets vin är en benämning många restauranger använder för ett särskilt vin de serverar. Vinet i fråga är typiskt i en lägre prisklass, ofta det billigaste på menyn, och tänkt att passa till så många av restaurangens rätter som möjligt.
Vanligtvis finns såväl ett Husets röda som ett Husets vita vin, det vill säga ett rött respektive ett vitt vin.
Husets vin kan serveras i glas, karaff eller på flaska.